# James Henry Hammond
Pour les articles homonymes, voir Hammond.
James Henry Hammond (1807-1864) était un sénateur américain de Caroline du Sud du milieu du XIXe siècle, qui a plaidé pour la sécession de la Caroline du Sud peu avant la guerre de Sécession.

## Biographie
Diplômé de l'université de Caroline du Sud en 1825, il a été successivement enseignant, journaliste et étudiant en droit. Planteur de coton, il crée un journal puis devient représentant de la Caroline du Sud au Congrès en 1835 et 1836. De 1842 à 1844, il est gouverneur de Caroline du Sud, qu'il représente ensuite au Sénat des États-Unis.

### Défense du coton
Il est resté célèbre pour avoir résumé en 1858 la puissance du coton américain, par la formule King cotton, qui signifiait selon lui que la puissance des grands planteurs de coton du Sud leur permettrait de triompher du Nord et de continuer à dicter leur loi.
"In all social systems there must be a class to do the menial duties, to perform the drudgery of life...It constitutes the very mudsill of society." He went on to utter the oft-repeated words "You dare not make war on cotton — no power on earth dares make war upon it. Cotton is king."
Les usines de coton représentaient alors un capital de 43 millions de dollars au Nord, et de 2 millions seulement dans le Tennessee, l'Alabama, la Géorgie et la Caroline du Sud, les États planteurs, tandis que la production de textiles cotonniers du Nord pesait 288 000 sterling par an, soit la moitié de celles des Britanniques, et deux fois celle de la France, qui a pourtant 35 millions d'habitants contre 22 millions aux États-Unis.

### Esclavagiste
Défenseur de l'esclavage, il publie un traité prenant sa plantation de Redcliffe pour modèle. Il y détaille comment traiter les esclaves, de leur naissance (il n'autorise plus l'allaitement au delà de 12 mois), à la vieillesse, le matériel, les habits, la nourriture.
Il viole régulièrement ses esclaves, notamment une jeune fille nommée Sally Johnson depuis la date de son achat, à 18 ans. Celle-ci est la maman d'une petite fille et tombe rapidement enceinte de Hammond, qui ne se gênera pas pour violer également les deux enfants, dont l'une au moins est sa fille. Celle-ci, Louisa Johnson, tombe enceinte de lui à l'âge de 12 ans.

## Famille
James Henry Hammond épouse Catherine Fitzsimmons et sécurise à cette occasion sa fortune, Catherine étant membre de la riche famille Hampton. Il devient propriétaire de 300 esclaves, de 57km² de terrain et de plusieurs plantations. Ce mariage fait également de Hammond le demi-frère de Wade Hampton II, l'oncle de Wade Hampton III et de ses sœurs. Il avoue à Wade Hampton II avoir violé 4 de ses filles lorsqu'elles étaient adolescentes. Il lui précise que ce sont elles qui l'ont aguiché, mais on peut noter qu'aucune des quatre ne s'est marié par la suite. Wade Hampton II, puis à sa suite Wade Hampton III partent en croisade contre leur beau-frère, publiant plusieurs pamphlets contre ce violeur, et réussissent à l'ostraciser politiquement pendant 10 ans, à le contraindre à s'exiler pendant deux ans en Europe, jusqu'à son élection en tant que sénateur en 1857. La femme de Hammond qui était partie avec les enfants revient alors à la maison.